# Клуб Генриха Гейне
«Клуб Генриха Гейне» (нем. Heinrich-Heine-Klub) — объединение немецких эмигрантов, существовавшее с 1941 по 1946 в Мексике.

## История
«Клуб Генриха Гейне», названный в честь знаменитого немецкого поэта, был основан в 1941 году в Мехико в рамках издательства «Edición Seneca». Первое заседание состоялось 7 ноября. Председателем клуба стала Анна Зегерс.
Главной целью «Клуба Генриха Гейне» стало предоставление творческой площадки для политэмигрантов левых взглядов, живущих в Мексике, а также популяризация немецкой культуры за рубежом. Организаторами первой встречи помимо Зегерс стали также Рудольф Файстман, Бодо Узе и Эгон Киш. На протяжении своего существования клуб регулярного проводил различные мероприятия: литературные вечера, лекции, театральные постановки, концерты и выставки.

## Члены клуба
- Анна Зегерс — немецкая писательница
- Рудольф Файстманн — немецкий журналист
- Бодо Узе — немецкий писатель
- Эгон Эрвин Киш — чешско-немецкий писатель и журналист
- Альбрехт Виктор Блум — австрийский актер и режиссёр
- Ханнес Майер — швейцарский архитектор
- Ленка Рейнерова — чешско-немецкая писательница
- Эрнст Рёмер — австрийский композитор и дирижер
- Штеффи Шпира — немецкая актриса
- Жанна Штерн — французско-немецкая переводчица и сценаристка
- Курт Штерн — немецкий писатель, журналист, переводчик и сценарист
- Георг Штиби — немецкий политик и публицист